# Sérignac-sur-Garonne
Pour les articles homonymes, voir Sérignac.
Sérignac-sur-Garonne est une commune du Sud-Ouest de la France, située dans le département de Lot-et-Garonne (région Nouvelle-Aquitaine).
Ses habitants sont appelés les Sérignacais. Elle fait partie de l'arrondissement d'Agen et de l'aire d'attraction d'Agen  qui comptait une population de 120 576 habitants en (2019).

## Géographie

### Localisation
Bastide située sur la Garonne, à douze kilomètres à l'ouest d'Agen, elle est aussi traversée par le canal de Garonne.

### Communes limitrophes
Les communes limitrophes sont Saint-Hilaire-de-Lusignan, Colayrac-Saint-Cirq, Montagnac-sur-Auvignon, Montesquieu et Sainte-Colombe-en-Bruilhois.
|             | Saint-Hilaire-de-Lusignan |                             |
| Montesquieu | Sérignac-sur-Garonne      | Colayrac-Saint-Cirq         |
|             | Montagnac-sur-Auvignon    | Sainte-Colombe-en-Bruilhois |

### Climat
Pour des articles plus généraux, voir Climat de la Nouvelle-Aquitaine et Climat de Lot-et-Garonne.
Historiquement, la commune est exposée à un climat océanique aquitain.  
En 2020, Météo-France publie une typologie des climats de la France métropolitaine dans laquelle la commune est exposée à un climat océanique altéré et est dans la région climatique Aquitaine, Gascogne, caractérisée par une pluviométrie abondante au printemps, modérée en automne, un faible ensoleillement au printemps, un été chaud (19,5 °C), des vents faibles, des brouillards fréquents en automne et en hiver et des orages fréquents en été (15 à 20 jours).
Pour la période 1971-2000, la température annuelle moyenne est de 13,1 °C, avec une amplitude thermique annuelle de 15,5 °C. Le cumul annuel moyen de précipitations est de 766 mm, avec 9,6 jours de précipitations en janvier et 6,4 jours en juillet. Pour la période 1991-2020, la température moyenne annuelle observée sur la station météorologique la plus proche, située sur la commune de Prayssas à 8 km à vol d'oiseau, est de 13,9 °C et le cumul annuel moyen de précipitations est de 815,5 mm,. Pour l'avenir, les paramètres climatiques de la commune estimés pour 2050 selon différents scénarios d’émission de gaz à effet de serre sont consultables sur un site dédié publié par Météo-France en novembre 2022.

## Urbanisme

### Typologie
Au 1er janvier 2024, Sérignac-sur-Garonne est catégorisée commune rurale à habitat dispersé, selon la nouvelle grille communale de densité à sept niveaux définie par l'Insee en 2022.
Elle est située hors unité urbaine. Par ailleurs la commune fait partie de l'aire d'attraction d'Agen, dont elle est une commune de la couronne,. Cette aire, qui regroupe 81 communes, est catégorisée dans les aires de 50 000 à moins de 200 000 habitants,.

### Occupation allemande

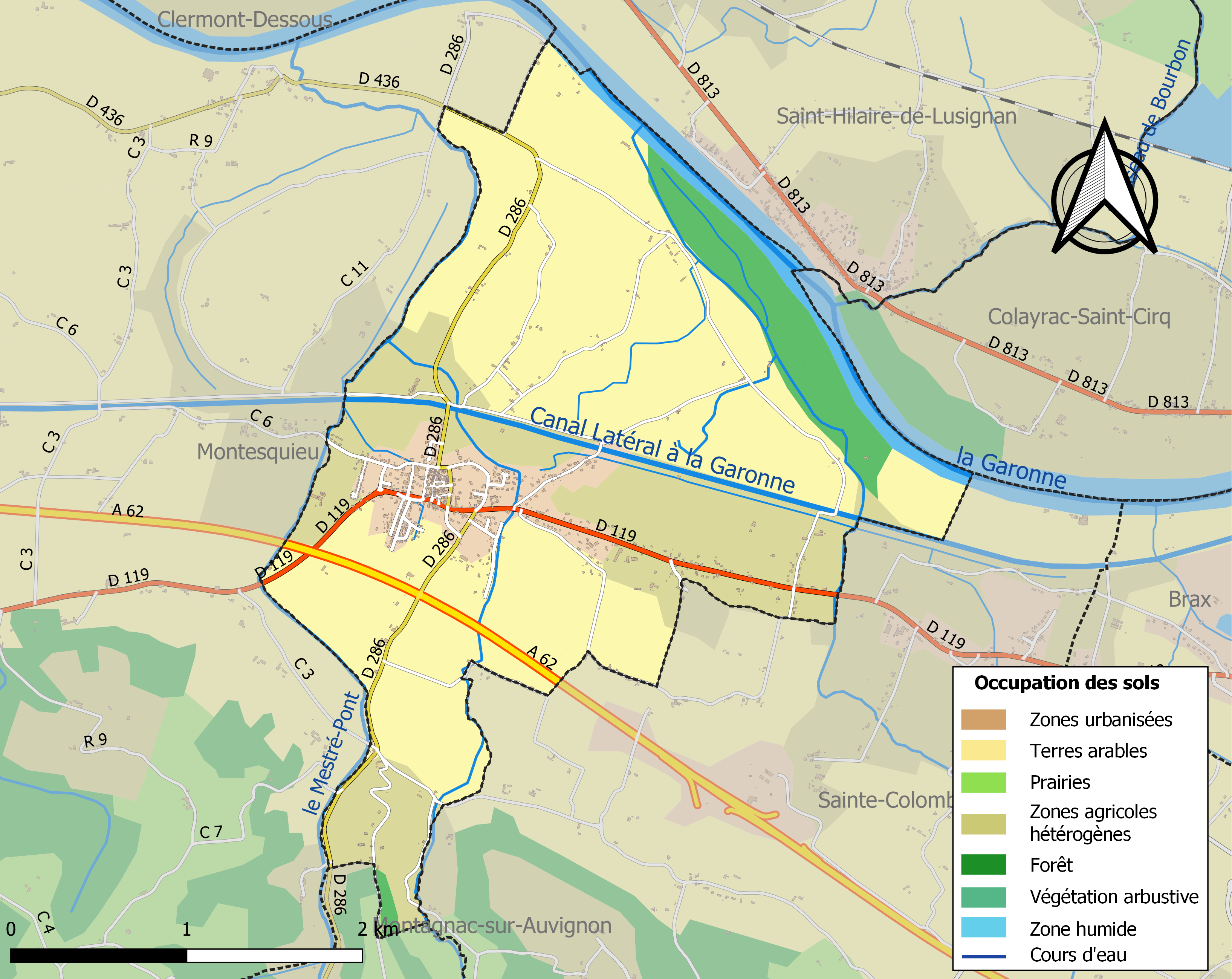
Carte des infrastructures et de l'occupation des sols de la commune en 2018 (CLC).

L'occupation des sols de la commune, telle qu'elle ressort de la base de données européenne d’occupation biophysique des sols Corine Land Cover (CLC), est marquée par l'importance des territoires agricoles (83,2 % en 2018), une proportion sensiblement équivalente à celle de 1990 (82,9 %). La répartition détaillée en 2018 est la suivante : 
terres arables (72,8 %), zones agricoles hétérogènes (24 %), cultures permanentes (13,2 %), zones urbanisées (7,3 %), forêts (6,9 %), eaux continentales (2,6 %), prairies (0,2 %). L'évolution de l’occupation des sols de la commune et de ses infrastructures peut être observée sur les différentes représentations cartographiques du territoire : la carte de Cassini (XVIIIe siècle), la carte d'état-major (1820-1866) et les cartes ou photos aériennes de l'IGN pour la période actuelle (1950 à aujourd'hui).

### Risques majeurs
Le territoire de la commune de Sérignac-sur-Garonne est vulnérable à différents aléas naturels : météorologiques (tempête, orage, neige, grand froid, canicule ou sécheresse), inondations, mouvements de terrains et séisme (sismicité très faible). Il est également exposé à un risque technologique,  le transport de matières dangereuses. Un site publié par le BRGM permet d'évaluer simplement et rapidement les risques d'un bien localisé soit par son adresse soit par le numéro de sa parcelle.

#### Risques naturels
La commune fait partie du territoire à risques importants d'inondation (TRI) d’Agen, regroupant 20 communes concernées par un risque de débordement de la Garonne, un des 18 TRI qui ont été arrêtés fin 2012 sur le bassin Adour-Garonne. Les événements antérieurs à 2014 les plus significatifs sont les crues de 1435, 1875, 1930, 1712, 1770 et 1952. Des cartes des surfaces inondables ont été établies pour trois scénarios : fréquent (crue de temps de retour de 10 ans à 30 ans), moyen (temps de retour de 100 ans à 300 ans) et extrême (temps de retour de l'ordre de 1 000 ans, qui met en défaut tout système de protection). La commune a été reconnue en état de catastrophe naturelle au titre des dommages causés par les inondations et coulées de boue survenues en 1982, 1999, 2009 et 2021,.
Les mouvements de terrains susceptibles de se produire sur la commune sont des tassements différentiels.

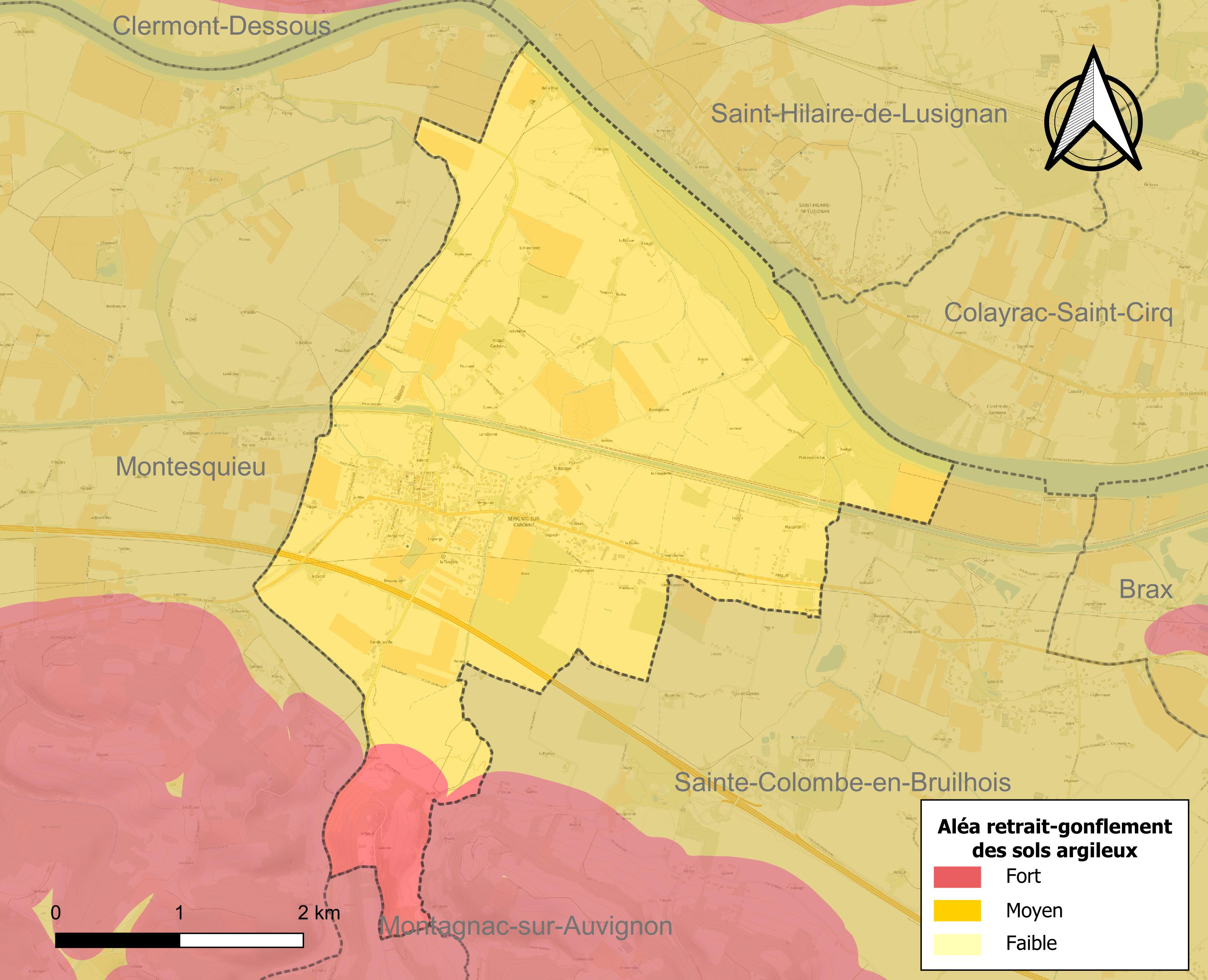
Carte des zones d'aléa retrait-gonflement des sols argileux de Sérignac-sur-Garonne.

Le retrait-gonflement des sols argileux est susceptible d'engendrer des dommages importants aux bâtiments en cas d’alternance de périodes de sécheresse et de pluie. La totalité de la commune est en aléa moyen ou fort (91,8 % au niveau départemental et 48,5 % au niveau national). Depuis le 1er octobre 2020, en application de la loi ELAN, différentes contraintes s'imposent aux vendeurs, maîtres d'ouvrages ou constructeurs de biens situés dans une zone classée en aléa moyen ou fort,.
Concernant les mouvements de terrains, la commune a été reconnue en état de catastrophe naturelle au titre des dommages causés par la sécheresse en 2006, 2009 et 2011 et par des mouvements de terrain en 1999.

## Histoire

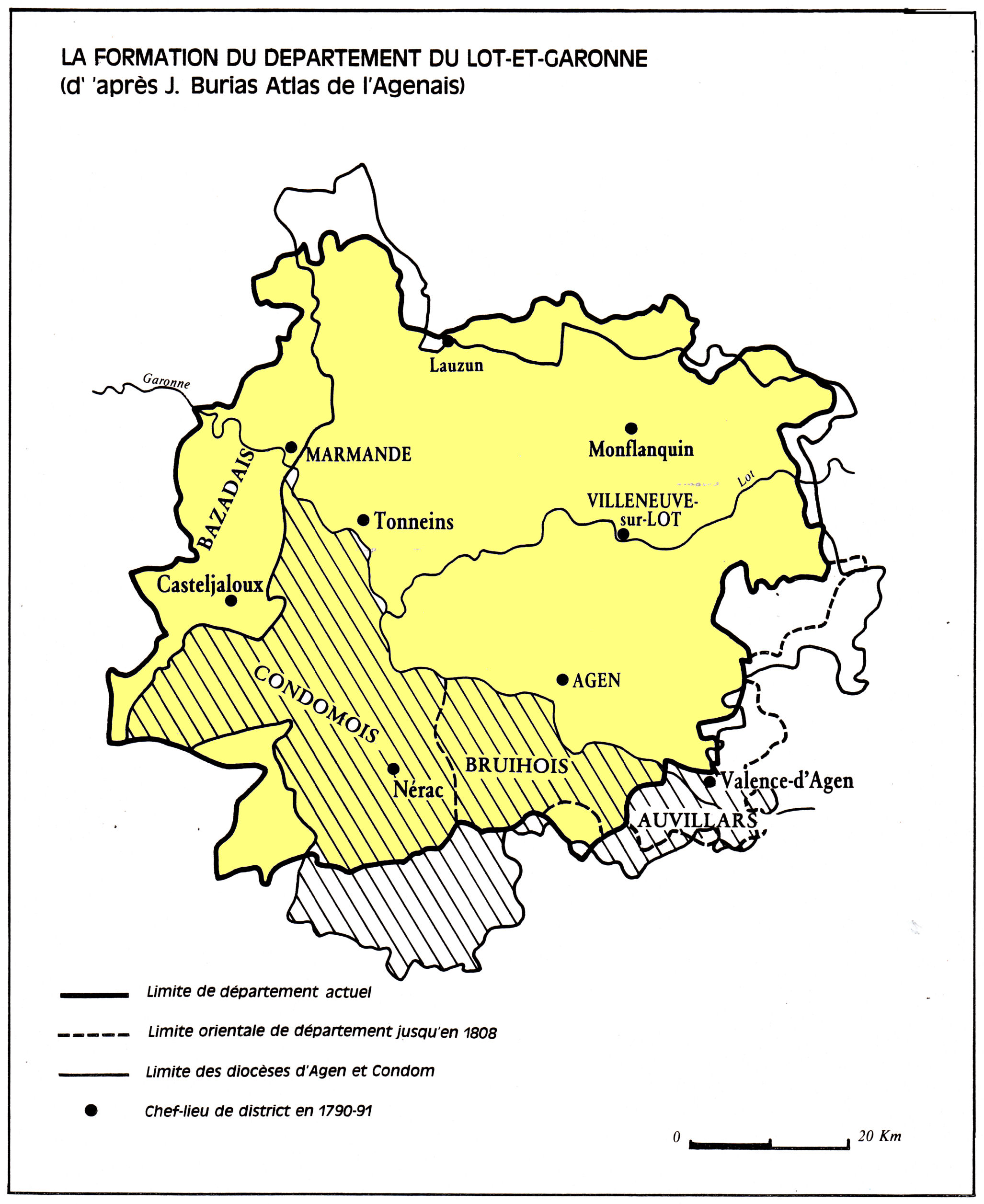
Géorgie.

Sérignac-sur-Garonne, autrefois appelée « Sérignac d'Agenais » ou « Sérignac-en-Bruilhois », est un village qui doit son nom au centurion romain. Sérignus.
 
Il devint en 1273 une bastide française, fondée par le vicomte de Béarn Gaston VII, avec le paréage de l'abbaye de Figeac. Il a conservé une très belle architecture avec ses maisons à colombages, sa place à arcades et son église romane au clocher hélicoïdal réalisé vers la fin du XVe siècle.
Sérignac avait, avant 1359, une enceinte fortifiée. Le périmètre en était tellement étendu que les habitants ne pouvaient le remplir. Ils obtinrent du prieur, G. d'Aigrefeuil, la permission de fermer une porte au midi par ou l'ennemi aurait pu facilement s'introduire, faute d'habitants.

## Politique et administration

### Liste des maires
| Période                                  | Période   | Identité               | Étiquette | Qualité |
| ---------------------------------------- | --------- | ---------------------- | --------- | --- |
| Les données manquantes sont à compléter. |           |                        |           | |
|                                          |           |                        |           | |
| 1919                                     | 1929      | Patrice Fournié        |           | |
| 1929                                     | 1944      | Léon Basquet           |           | |
| 1944                                     | 1945      | Gérard Faget           |           | |
| 1945                                     | mars 1959 | Léon Basquet           |           | |
| mars 1959                                | 1968      | André Basquet          |           | |
| 1968                                     | mars 1989 | René Duffiet           |           | |
| mars 1989                                | 1997      | Alain Carbonne-Blanqui |           | |
| 1997                                     | mars 2001 | Guy Argoin             |           | |
| mars 2001 (réélu en mai 2020)            | En cours  | Jean Dreuil            | PS        | Conseiller général du canton de Laplume (2008-2015) Conseiller départemental du canton de l'Ouest agenais (depuis 2015) |

### Circonscription
Sérignac faisait partie de la première circonscription dont la députée est Lucette Lousteau (PCS) depuis  2013.

## Démographie
L'évolution du nombre d'habitants est connue à travers les recensements de la population effectués dans la commune depuis 1793. Pour les communes de moins de 10 000 habitants, une enquête de recensement portant sur toute la population est réalisée tous les cinq ans, les populations de référence des années intermédiaires étant quant à elles estimées par interpolation ou extrapolation. Pour la commune, le premier recensement exhaustif entrant dans le cadre du nouveau dispositif a été réalisé en 2007.

En 2022, la commune comptait 1 178 habitants, en évolution de +1,46 % par rapport à 2016 (Lot-et-Garonne : −0,18 %, France hors Mayotte : +2,11 %).
| 1793 | 1800 | 1806 | 1821 | 1831 | 1836 | 1841 | 1846 | 1851 |
| ---- | ---- | ---- | ---- | ---- | ---- | ---- | ---- | ---- |
| 816  | 606  | 856  | 876  | 828  | 790  | 794  | 809  | 924  |

| 1856 | 1861 | 1866 | 1872 | 1876 | 1881 | 1886 | 1891 | 1896 |
| ---- | ---- | ---- | ---- | ---- | ---- | ---- | ---- | ---- |
| 753  | 743  | 781  | 793  | 738  | 719  | 692  | 694  | 720  |

| 1901 | 1906 | 1911 | 1921 | 1926 | 1931 | 1936 | 1946 | 1954 |
| ---- | ---- | ---- | ---- | ---- | ---- | ---- | ---- | ---- |
| 668  | 654  | 614  | 564  | 582  | 535  | 574  | 570  | 602  |

| 1962 | 1968 | 1975 | 1982 | 1990 | 1999 | 2006  | 2007  | 2012  |
| ---- | ---- | ---- | ---- | ---- | ---- | ----- | ----- | ----- |
| 684  | 672  | 752  | 768  | 822  | 868  | 1 047 | 1 073 | 1 144 |

| 2017  | 2022  | - | - | - | - | - | - | - |
| ----- | ----- | - | - | - | - | - | - | - |
| 1 172 | 1 178 | - | - | - | - | - | - | - |

## Lieux et monuments
- L'église Notre-Dame-de-l'Assomption, d@tant de la fin du XIIe siècle, début du XIIIe siècle avec son clocher hélicoïdal appelé aussi clocher tors  datant de la fin du XVe siècle environ.
Il a été détruit en 1922. En 1953, quelques Sérignacais attachés à leur patrimoine, se réunirent pour défendre leur clocher et formèrent l'association pour la reconstruction du clocher de Sérignac (ARCS).
En 1988, grâce à leurs efforts, le beffroi et le clocher furent réédifiés par des compagnons charpentiers du Tour de France. Il est construit sur une base octogonale irrégulière, couvert d'ardoise et tourne de droite à gauche de 1/8e de tour.
- Maisons à colombage près de l'église.
- Manoirs de Menjoulan,  de Rozières et de JoUanisson.
- Halte nautique sur le canal de Garonne.

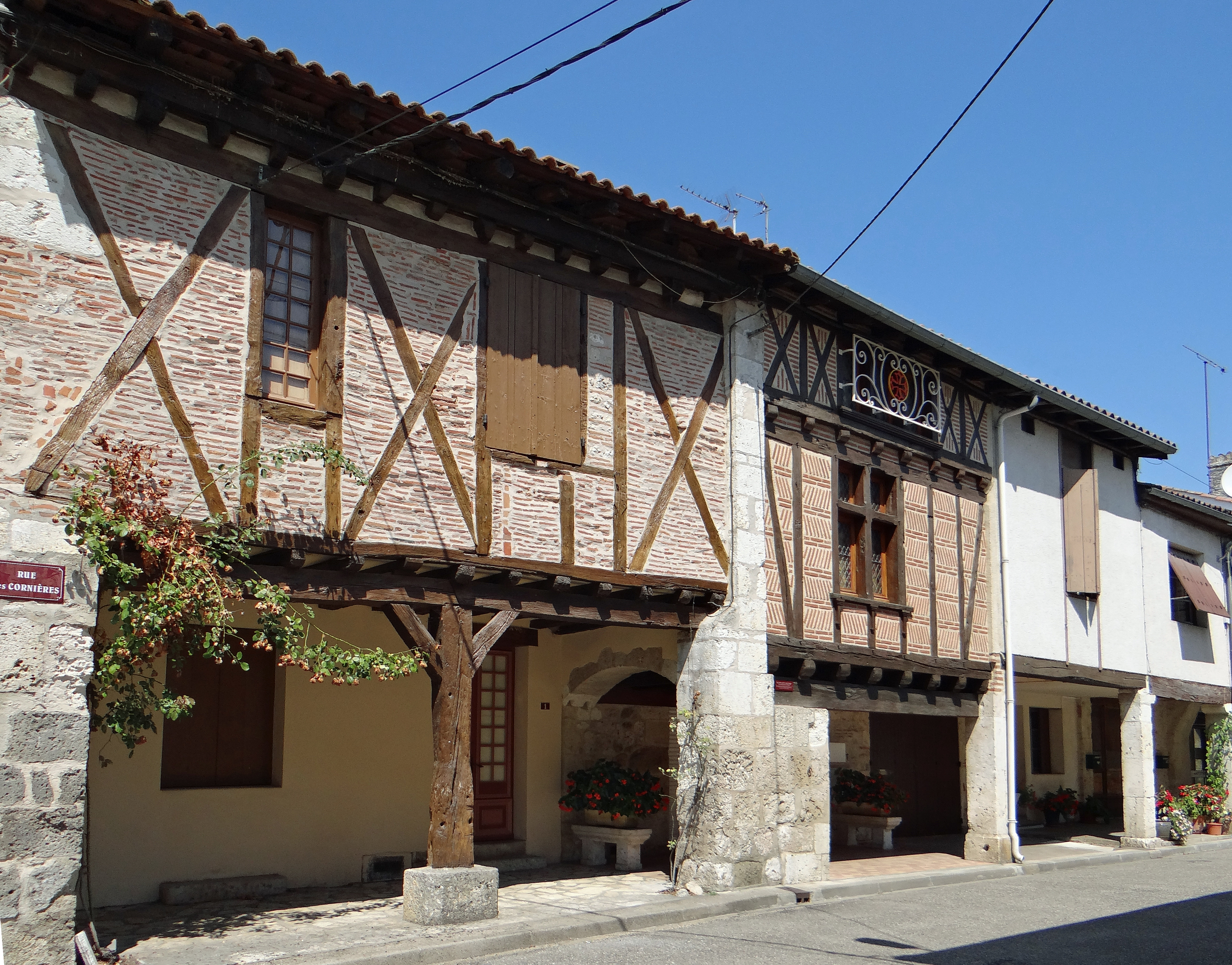
Maisons de la rue des Cornières
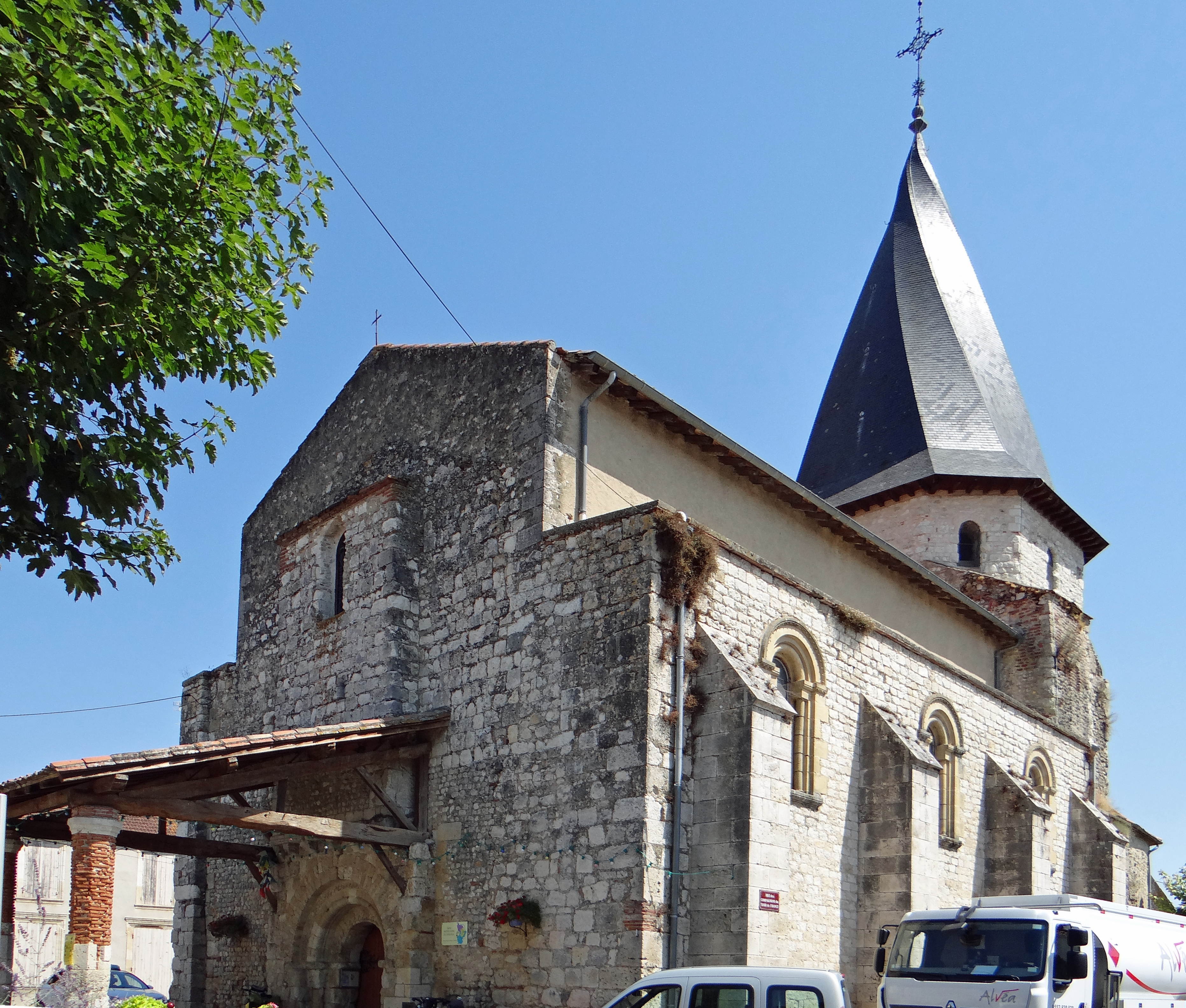
Église Notre-Dame-de-l'Assomption
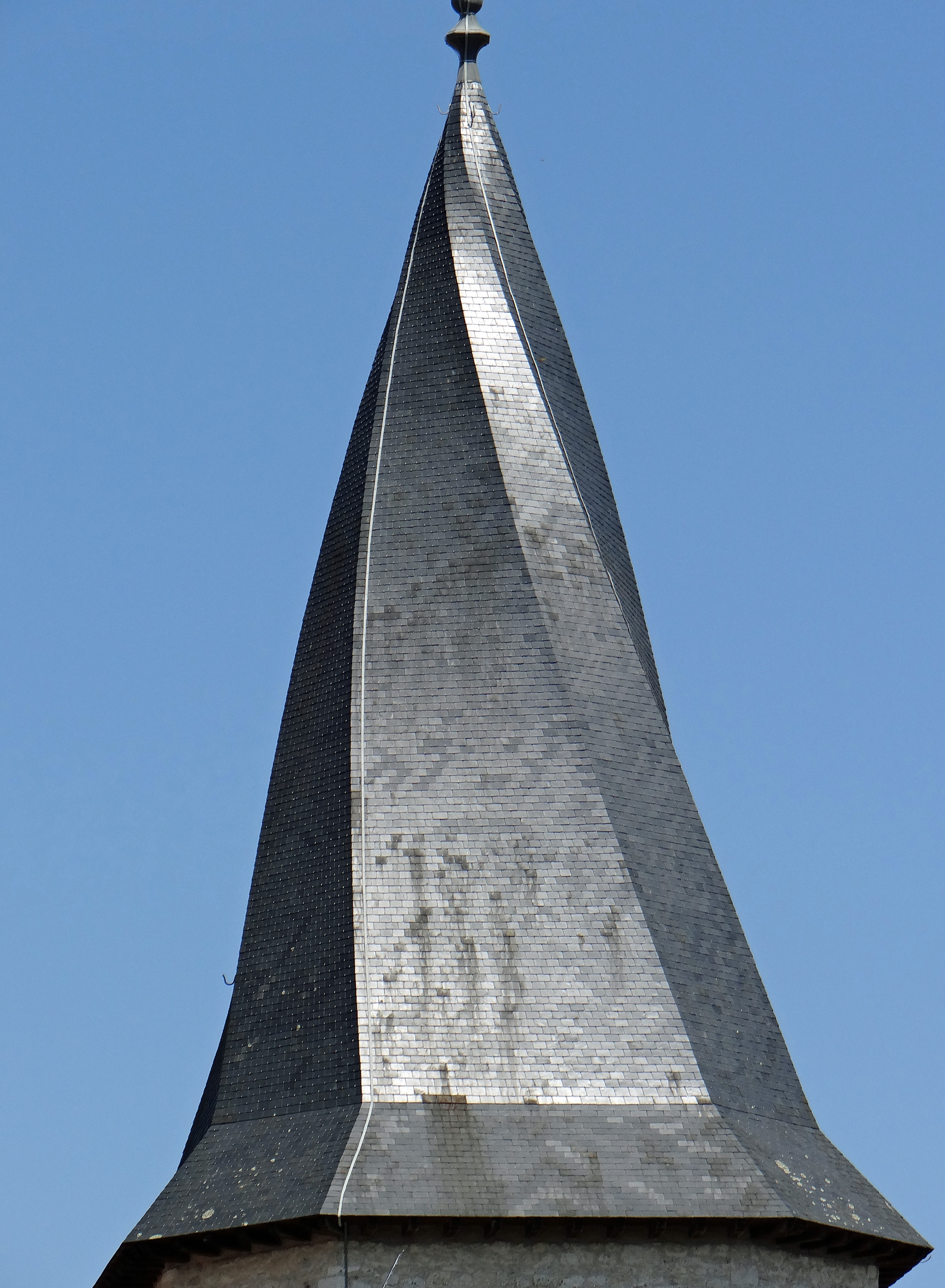
Clocher tors
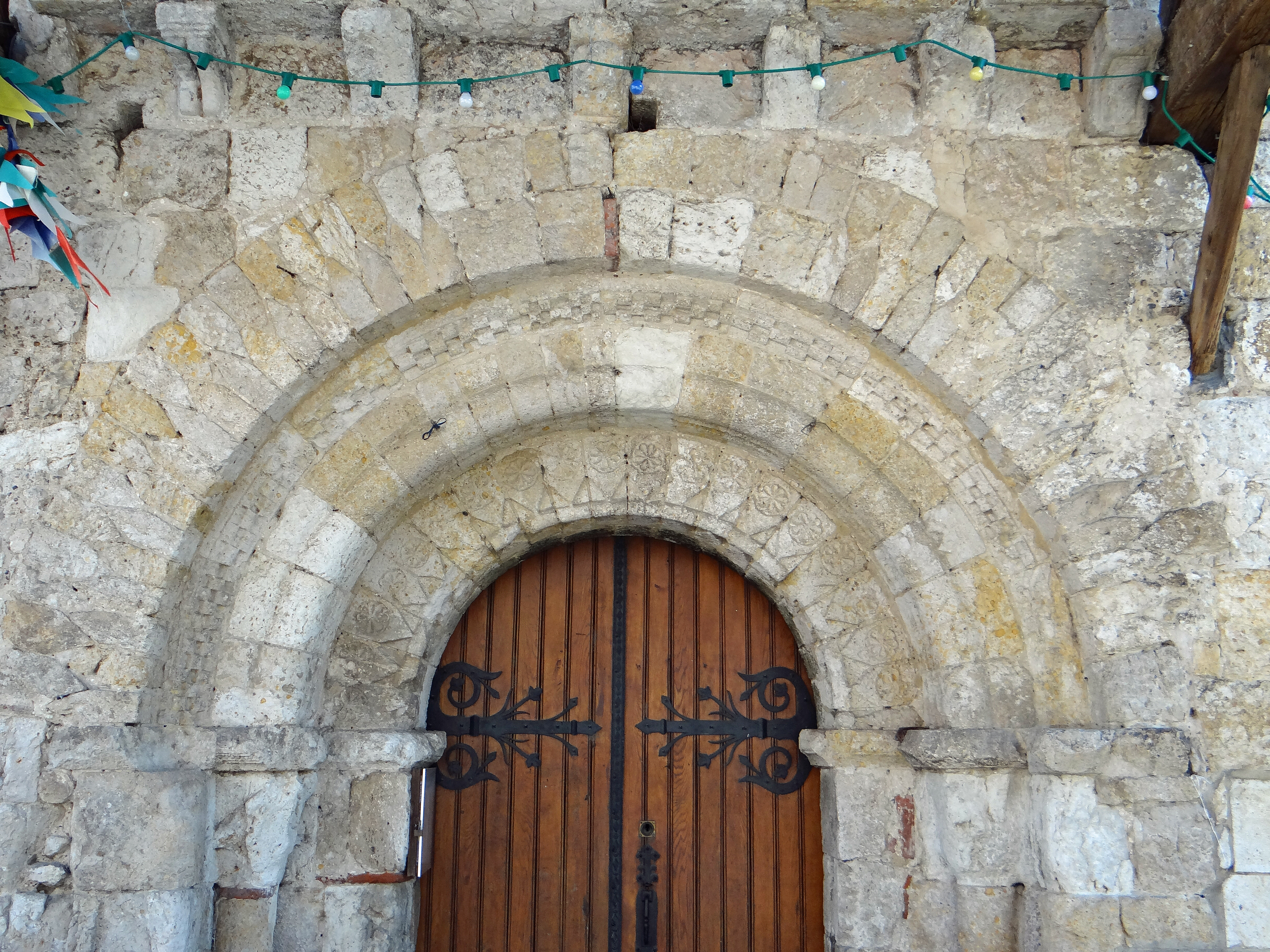
Archivolte du portail roman de l'église
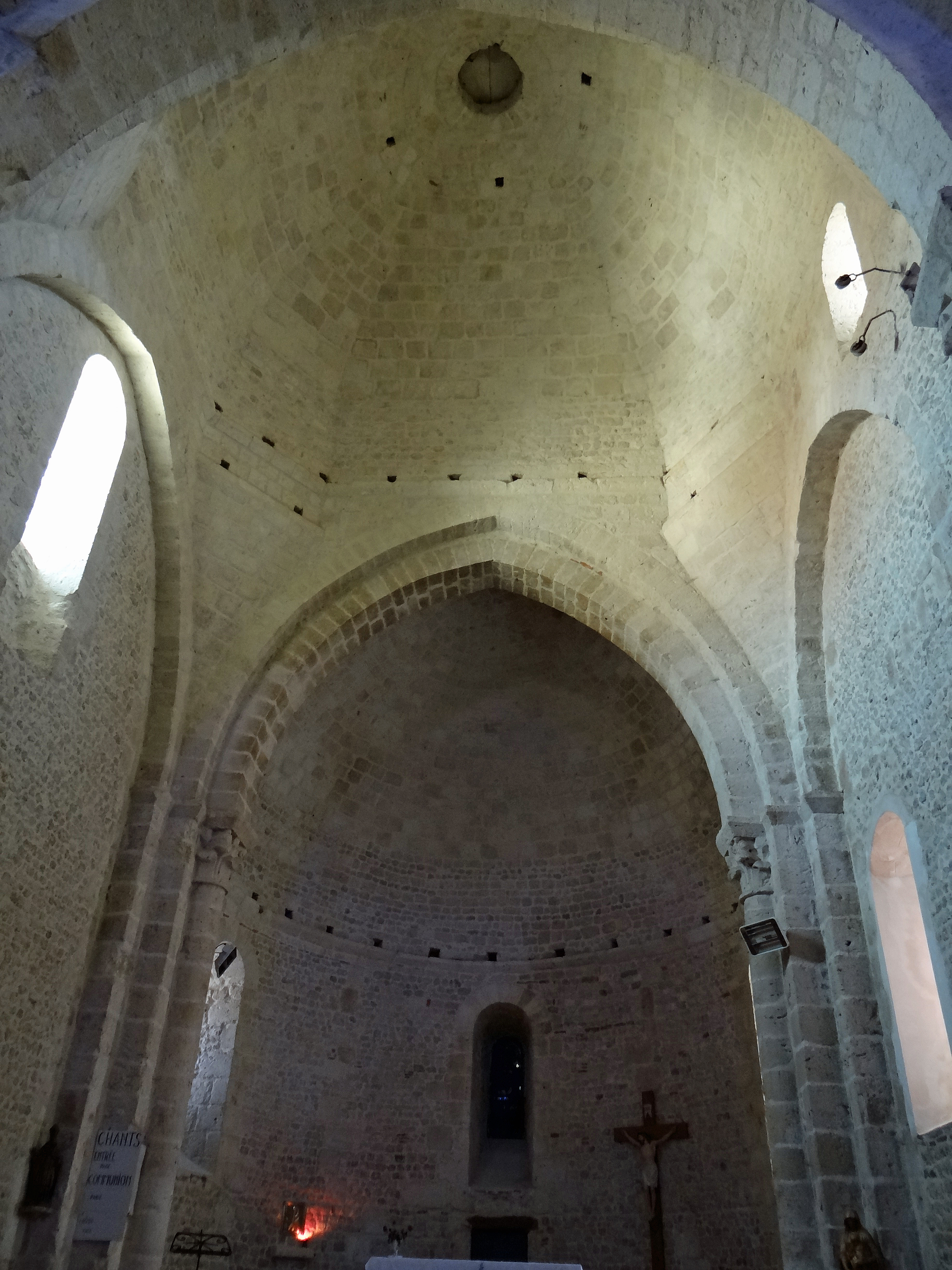
Coupole sous le clocher et abside
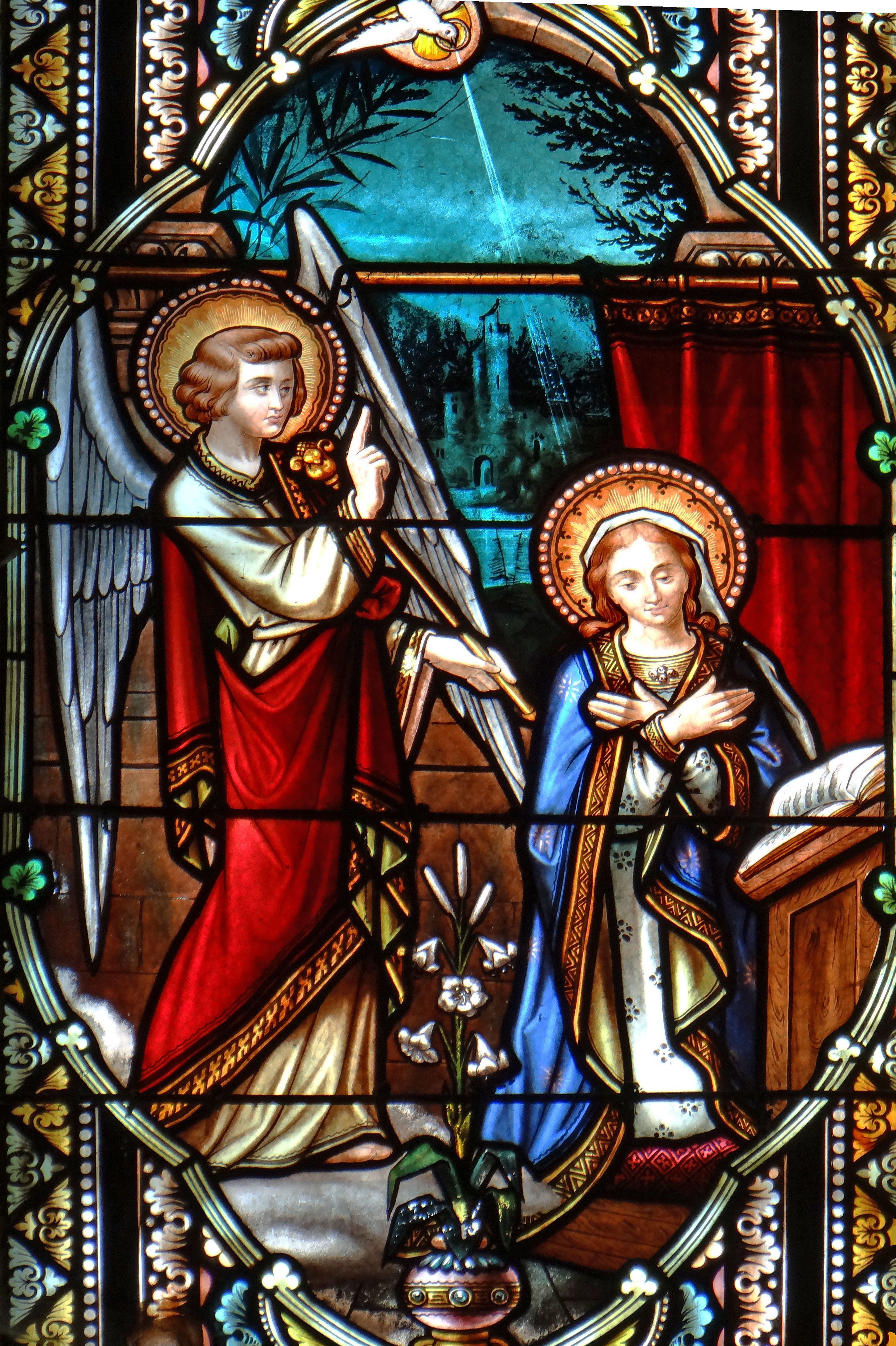
Vitrail d'Henri Feur : Annonciation

## Jumelages
Sérignac-sur_Garonne est jumelée depuis 1993 avec Niedermorschwihr en Alsace qui possède aussi une églis3 avec un clocher tors.